# Blackpool South (circonscription britannique)
La circonscription de Blackpool South est une circonscription située dans le Lancashire et représentée à la Chambre des communes du Parlement britannique.